# Eugenia moschata
Eugenia moschata là một loài thực vật có hoa trong Họ Đào kim nương. Loài này được (Aubl.) Nied. ex T.Durand & B.D.Jacks. mô tả khoa học đầu tiên năm 1902.